# 大量傷患事件
大量傷患事件（Mass casualty incident、Multiple casualty incident，簡稱MCI），以字面上解讀是指單一事件的發生會同時產生許多位需要急救的傷患，也就是說同一事件所造成大量患者就診。就定義而言，可區分成「事件」、「緊急狀況」、「災難」三種，事件則比如火災事件、交通事故、建築物倒塌，緊急狀況則是因為社會或整個國家遭逢巨變而處於難以應變的狀況，災難是指人為造成或自然發生而直接衝擊到社會或整個國家所導致的嚴重損失。無論哪一種定義，一旦事件的發生可足以造成危及整個醫療體制之正常運作，不但衝擊到院內病人的醫療品質，也直接威脅到這起事件造成的大量傷患送至醫院急救之權益，嚴重進而死亡所引發二次災害，因此必須有一套完善的大量傷患機制，可在短時間內應付這些大量傷患。當事件現場的發生會依災情做適合的判斷，並交由政府設立的指揮中心掌握權限，如災情與整個社會或國家涉及層級有達到嚴重等級，必須啟動大量傷患機制，將全數的醫療人員以緊急召集方式快速返回醫院內職位進行急救，這些醫療人員包括醫院內任職的行政人員、聘僱人員以及在國外的各人員。